# Рёйс, Тини
Мартинюс Йоханнес Мария (Тини) Рёйс (нидерл. Martinus Johannes Maria "Tini" Ruijs, 8 мая 1957, Кёйк, Северный Брабант — 11 января 2025[…], Римст, Фламандский регион) — нидерландский футбольный тренер.

## Биография
В качестве футболиста выступал за НЕК и «Фортуну» из Ситтарда.
После завершения карьеры вошел в тренерский штаб «Фортуны», в котором он проработал много лет. В 2001 году Рёйс возглавлял сборную ОАЭ. Позднее специалист работал с молодёжными составами клубов из Ближнего Востока. После возвращения на родину голландец тренировал «Фортуну» и «МВВ Маастрихт». С 2015 года по 2017 год он работал с командой низшей лиги «СВ Мерссен». Затем наставник вновь уходил в юношеский футбол.
Умер в январе 2025 года в возрасте 67 лет.